# Synavea hargreavesi
Synavea hargreavesi är en insektsart som först beskrevs av Frederick Arthur Godfrey Muir 1930.  Synavea hargreavesi ingår i släktet Synavea och familjen Derbidae. Inga underarter finns listade i Catalogue of Life.